# Laurent Devèze
Laurent Devèze (né le 20 septembre 1960) est un professeur certifié de philosophie, critique d'art et théoricien français.
Il a exercé diverses fonctions dans le réseau français d'action culturelle, notamment comme directeur de l'institut français de Cracovie, puis comme attaché culturel en Afrique du Sud, à Los Angeles et enfin en Suède (2004-2008).
Il a été directeur de l'Institut supérieur des beaux arts de Besançon Franche-Comté (ISBA) de 2009 à 2021,, avant d'en être écarté le 8 avril 2021 à la suite d'une affaire le visant directement,.
L'enquête préliminaire conduit, quant à elle, le procureur de la République de Besançon à annoncer, le 3 juin 2021, que les deux plaintes déposées seront classées sans suite. « Aucune poursuite judiciaire n’est retenue dans cette affaire. Les conclusions de l’enquête préliminaire seront mises à disposition de la Ville de Besançon qui gère l’IBSA ».

## Publications
- Per Hüttner, Repetitive Time, Göteborgs Konstmuseum, avec des textes de Laurent Devèze et al., 2006  (ISBN 916317127-9 et 978-916317127-7)
- Laurent Devèze, Chantal Bizot, Emmanuel Guigon, Bijoux d'artistes, exposition, Besançon, Musée du temps, 2009
- Laurent Devèze, Guide de l'art visuel en Afrique du Sud, Éditions Complexe,  (ISBN 2-87027689-3)
- Plusieurs entrées dans le Dictionnaire des politiques culturelles de la France depuis 1959, Larousse/CNRS Éditions, 2001, 660 p., sous la direction d'Emmanuel de Waresquiel,  (ISBN 2-03508050-9)
- Pouvoirs en place - Les portraits de Sabien Witteman[7]
- « De l’abstraction comme expérience amoureuse », Philosophique, no 14,‎ 2011 (lire en ligne)